# Skopzen

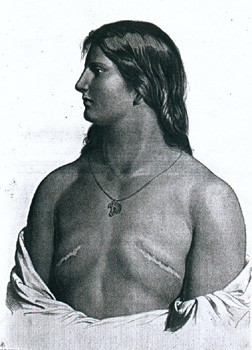
Weibliche Skopze

Weibliches Mitglied der Sekte der Skopzen

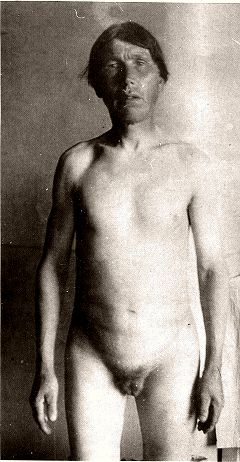
Männliches Mitglied der Sekte der Skopzen (großes Siegel)

Die Skopzen (Singular: Skopez, von russisch скопец „Verschnittene, Eunuch, Kastrat“), auch Weiße Tauben und Weiße Lämmer (белые голуби) genannt, sind eine in Russland entstandene religiöse Sekte, die um 1757 als Geheimbund aus der Tradition der Flagellantensekte der Chlysten hervorging und völlige sexuelle Enthaltsamkeit propagierte. Die Anhänger trieben die Askese so weit, dass rituelle Verstümmelungen der äußeren Geschlechtsorgane und später auch der weiblichen Brust Vorschrift wurden. Trotz kontinuierlicher staatlicher Verfolgung und Verbannung nach Sibirien konnte sich das Skopzentum in Russland ausbreiten. Viele Skopzen emigrierten nach Rumänien. Im 19. Jahrhundert spalteten sich die bis heute bestehenden geistlichen Skopzen ab, die totale sexuelle Enthaltsamkeit fordern, aber keine körperlichen Verstümmelungen praktizieren.

## Lehre
Bei den Skopzen war der Geschlechtsverkehr verboten und wurde durch die Verstümmelung der Geschlechtsteile der Frauen und Männer der Gemeinschaft zusätzlich körperlich unmöglich gemacht.
Zur Rechtfertigung beriefen sich die Skopzen auf die Bibelstellen Mt 19,12 , Mk 9,43 , Mt 5,26,30  und Lk 23,29 . Ihrer Überzeugung nach war alles Unheil und alles Böse durch den Geschlechtsverkehr zwischen Adam und Eva in die Welt gekommen und die wahre Lehre Christi habe auch die Praxis der Kastration umfasst. Zudem behaupteten die Skopzen, Jesus sei der erste Skopze gewesen und habe persönlich das Beispiel gegeben. Danach sei die Kastration auch von den Aposteln, den Heiligen und den Urchristen praktiziert worden. Die Skopzen gingen davon aus, dass der Mensch durch die Erbsünde und den Abeltod vom Teufel mit Genitalien ausgestattet wurde; sie sahen darin „Satansmale“.

## Rituale

### Andachtsübungen
Die religiösen Übungen der Skopzen bestanden im Hymnengesang, Stegreif-Ansprachen, Prophezeiungen und wilden rituellen Tänzen, die eine visionäre Ekstase herbeiführen sollten und an Derwischtänze erinnern. Die Versammlungen fanden meistens in der Nacht in abgelegenen Häusern statt und dauerten bis zum Morgengrauen. Die Gläubigen tanzten gelegentlich bis zum körperlichen Zusammenbruch. Aufgrund der Verfolgung postierten die Skopzen während der Versammlungen Wachen rund um das Gebäude.

### Abendmahl
Bei den Skopzen gab es eine Art heiliges Abendmahl, bei dem geweihte Brotstückchen verteilt wurden.

### „Feuertaufe“
Um erlöst zu werden, hatte sich der Mensch gemäß der skopzischen Glaubenslehre nach dem Hauptgebot Christi der „Feuertaufe“ zu unterziehen, bei der er kastriert bzw. seine (äußeren) Genitalien mit einem glühenden Eisen verstümmelt wurden. Die Skopzen propagierten völlige sexuelle Enthaltsamkeit und forderten als Bedingung für den Eingang ins Himmelreich von männlichen Mitgliedern die Entfernung der Hoden und des Penis, von Frauen die Beschneidung der Vulva und Entfernung der weiblichen Brust. Bei den männlichen Skopzen gab es beim Erreichen des Höhepunktes der rituellen Handlung, „der Feuertaufe“, eine höhere und eine niedere Form, um das „Tor zur vervollkommenen Erlösung“ zu durchschreiten:
- das „kleine Siegel“ bezeichnete die Abtragung der Hoden, in denen die Skopzen den „Schlüssel zur Hölle“ sahen;
- das „große Siegel“ bezeichnete die zusätzliche Entfernung des Penis, den die Skopzen als „Schlüssel zum Abgrund“ verstanden, wobei mit „Abgrund“ die weiblichen Geschlechtsteile als Lustobjekt gemeint waren.

Die Beschneidung der Frauen wurde seltener ausgeführt. Seit etwa 1815 begann man, den Frauen Brust und Vulva zu verstümmeln, mit der Absicht, den geschlechtlichen Trieb einzuschränken und die Möglichkeit zum Koitus zu beschränken. Dazu wurden die Klitoris und die kleinen Schamlippen entfernt, die Brustwarzen ausgeschnitten oder gespalten oder eine Ablation der Brüste vorgenommen. Die Eingriffe wurden mit Küchenmessern, Beilen, Sicheln und glühenden Messern vorgenommen oder erfolgten durch Abbinden mit einer Schnur.
Die Sektenmitglieder wurden vor der rituellen Verstümmelung „Esel“ und „Ziegen“ genannt und danach als „weiße Tauben“ und „weiße Lämmer“ bezeichnet.

## Geschichte
Das Skopzentum ging im 18. Jahrhundert aus der Flagellantensekte der Chlysten hervor. Die erste Skopzen-Gruppe wurde 1757 im russischen Gouvernement Orjol entdeckt, wo der russische Bauer Andrej Iwanow (1732–1832) überführt wurde, dreizehn Bauern zur Selbstverstümmelung überredet zu haben. Iwanow wurde als fanatisch und willensstark beschrieben. Als ursprünglich Chlyst war er vom Manichäismus geprägt und betrachtete jede Form des Geschlechtsverkehrs als Sünde. Um diese Sünde auf jeden Fall zu vermeiden, entmannte er sich selbst und wurde so zum Stifter der Skopzen. Iwanow wohnte ab 1802 als Kleinbürger in Sankt Petersburg und nannte sich dort „Kondratij Seliwanow“. Seliwanow behauptete, mit dem 1762 ermordeten Zar Peter III. identisch zu sein, der selbst der wiedergekehrte Christus und durch Kleidertausch einem Anschlag Katharinas II. entgangen sei.
Die Skopzen erwarteten die Wiederkehr ihres Stifters als Messias. Sie glaubten daran, dass er sein Reich in Russland errichten und alle Gewalt der Erde an die „Heiligen“ und „Jungfräulichen“ überantworten würde. Weil es nach Offenbarung 7,9 144.000 Geschlechtsloser bedurfte, ehe der Messias erscheint, betrieben die Skopzen eifrig Propaganda für ihre Glaubensgemeinschaft. Hauptzentren der Sektentätigkeit innerhalb des Russischen Reiches waren Sankt Petersburg, Moskau, Morschansk und Odessa. In Bukarest und Iași bildeten sich Kolonien aus Russen, die vor der Verfolgung im Heimatland geflohen waren. 1866 zählte man 5.444 Skopzen, darunter 3.979 Männer und 1.465 Frauen.
Trotz strengster Sicherheitsvorkehrungen seitens der russischen Regierung fanden die Skopzen Wege, Mitglieder für sich zu gewinnen. So gelang es Seliwanow, beide Neffen des Sankt Petersburger Generalgouverneurs Michail Miloradowitsch zum Beitritt zu bewegen. Bis zur Abschaffung der Leibeigenschaft in Russland im Jahre 1861 rekrutierten die Skopzen neue Mitglieder vor allem aus den Reihen der Leibeigenen, für welche sie bei deren Eigentümern die Freiheit erkauften – unter der Voraussetzung, die Befreiten würden sich kastrieren lassen. Auch die Reichtümer der Skopzen (sie galten als reichste Kreditgeber im damaligen Russland nicht zuletzt, weil sie oft keine eigenen Kinder hatten und kein Geld für die körperlichen Freuden ausgaben) halfen ihnen, neue Mitglieder für sich zu gewinnen. Religiös motivierte Verstümmelungen der Genitalien sind auch nach dem Zweiten Weltkrieg noch belegt.
Von den Skopzen spalteten sich im 19. Jahrhundert im Zuge der Verfolgung die bis heute bestehenden Geistlichen Skopzen und die Neuskopzen ab, die statt der Verstümmelung nur strenge Askese und sexuelle Enthaltsamkeit praktizieren.